# Paul Triquet
Pour les articles homonymes, voir Triquet.

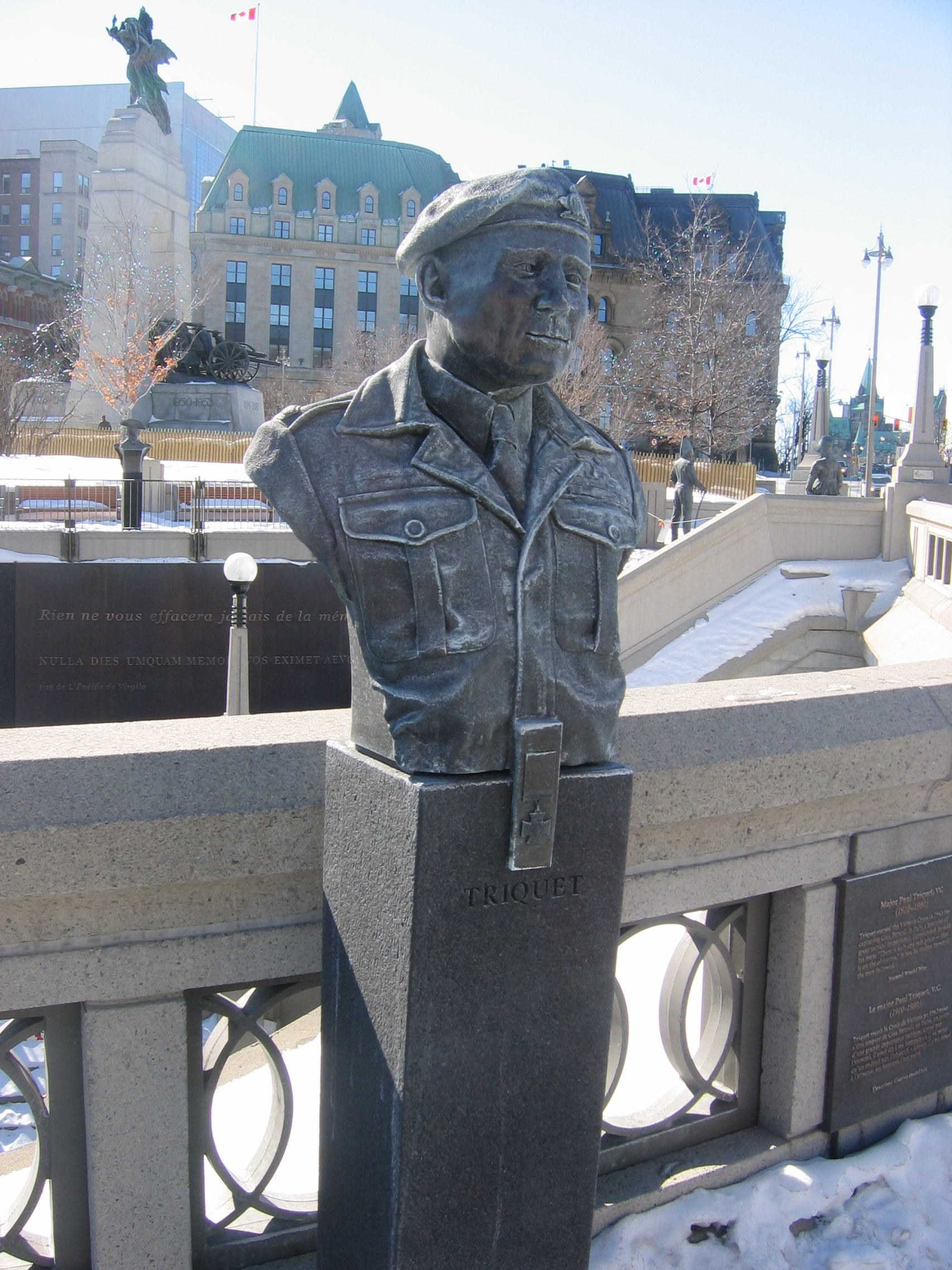
Buste de Paul Triquet dans le Monument aux Valeureux à Ottawa (Ontario)

Le brigadier-général Paul Triquet, VC, CD (2 avril 1910 - 8 août 1980) est un militaire canadien natif de Cabano (Québec) qui décoré de la croix de Victoria pour ses faits d'armes pendant la Seconde Guerre mondiale alors qu'il avait le grade de capitaine. Il fut le second militaire du Canada à recevoir la Croix de Victoria durant la Seconde Guerre mondiale et le premier à la recevoir durant la campagne d'Italie.

## Biographie
Paul Triquet nait et poursuit ses études à Cabano, où il fait partie du corps de cadets local que dirige son père. Le 3 novembre 1927, il s'engage dans les Fusiliers du St-Laurent pour ensuite être placé en renflouement des troupes du Royal 22e Régiment où il est rapidement promu au rang de capitaine.
Pendant la Seconde Guerre mondiale, engagé dans la campagne d'Italie en tant que capitaine avec son régiment, il se distingue lors de la prise d'assaut de la Casa Berardi, le 14 décembre 1943. Pour cette action d'éclat, il est décoré de la Croix de Victoria et de la Légion d'honneur. Il est le seul Canadien-français décoré de la Croix de Victoria au cours de la campagne d'Italie.
Après la guerre, il quitte l'armée pour devenir responsable des ventes d'une société de bois au Québec jusqu'en 1951, où il reprend du service comme commandant du régiment de Lévis, puis, en 1954, colonel commandant le 8e groupe d'armée canadienne.
Paul Triquet est enterré à la Citadelle de Québec.

## Héritage
Paul Triquet est l'une des quatorze personnalités militaires commémorées par le Monument aux Valeureux à Ottawa (Ontario).
- Dans sa ville natale, Cabano, la Légion canadienne et sa filiale (no 135 - Cabano) de son district (no 2 - Bas Saint-Laurent) portent son nom "Paul-Triquet V.C." (Croix Victoria). La rue Triquet. entre la rue Vieux-Chemin et la rue Lejeune. commémore lui, son père et sa famille.
- La rue Triquet dans l'arrondissement Sainte-Foy - Sillery - Cap Rouge de la ville de Québec fut nommée en son honneur [2].
- Le mont Triquet est nommé en son honneur à Saint-Gabriel-de-Valcartier.
- Il y a une rue Triquet dans le quartier des Vétérans à Chicoutimi-Nord (Saguenay)[3].
- En son honneur, une résidence pour anciens combattants porte le nom de Maison Paul-Triquet à Québec.